# Бусидо

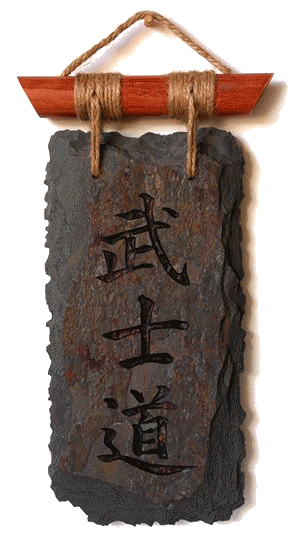
Слово «Бусидо» на японском языке, высеченное на камне

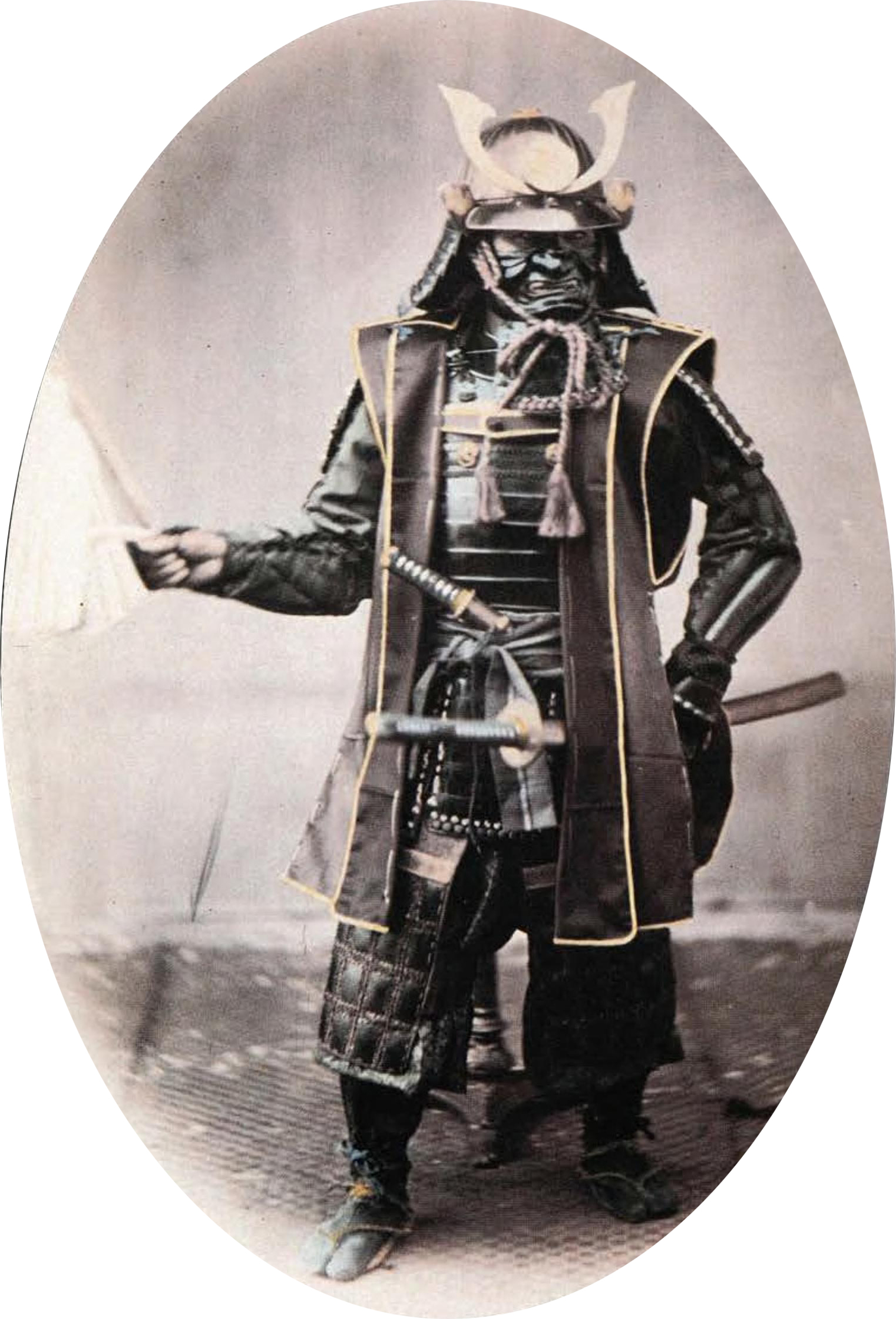
Самурай в доспехах, 1860-е годы

Бусидо́ (яп. 武士道 буси-до:, «путь воина») — кодекс самурая, свод правил, рекомендаций и норм поведения истинного воина в обществе, в бою и наедине с собой, воинская философия и мораль в феодальной Японии. Бусидо, возникшее изначально в виде принципов воина вообще, благодаря включённым в него этическим ценностям и уважению к искусствам в XII—XIII веках, с развитием класса самураев как благородных воинов, срослось с ним и окончательно сформировалось в XVI—XVII веках уже как кодекс самурайской этики.

## Значение слова «бусидо»
Т. Улищенко в предисловии к книге «Кодекс бусидо» приводит следующее толкование этого слова:
Слово «бусидо» состоит из трёх иероглифов. Первые два составляют слово «буси» — единственное слово из нескольких имеющихся в японском языке для обозначения понятия, наиболее точно передающего сущность воина.
В первом иероглифе «бу», со значением «военный»/«воинский», его ключом является иероглиф со значением «останавливать». А второй частью знака — сокращённый вариант идеограммы, обозначающий «копьё». Древний китайский словарь Шу Вэнь даёт следующее пояснение: «Бу заключается в способности подчинить себе оружие и, следовательно, остановить копьё». В другом древнекитайском источнике (Книге Цзы Чуань) мы находим более подробное толкование, в котором говорится, что бу включает в себя бун, то есть литературу, каллиграфию, и в более широком смысле все невоенные искусства. Бу запрещает насилие и подчиняет оружие — «останавливает копьё».
Иероглиф «си» в современном японском языке имеет значение «военный», «воин», «мужчина» и даже «благородный человек». А первоначально, в Китае, этим словом определялись люди, которые обладали мастерством в определённой сфере и занимали своё положение в обществе благодаря учёности, однако готовы были взять в руки оружие, когда это необходимо. Таким образом, буси — это человек, способный сохранять мир как с помощью искусства, так и военными средствами.

Третий иероглиф — «до» — обозначает Путь — важнейшее для большинства восточных философских учений понятие, в данном случае объединяющее эти на первый взгляд несовместимые качества — бун и бу, в образе жизни «идеального человека».

## История
Самурайская мораль сформировалась в общих чертах одновременно с системой сёгуната, однако основы её существовали задолго до этого времени. Нитобэ Инадзо выделял в качестве основных источников бусидо буддизм и синтоизм, а также учения Конфуция и Мэн-цзы. И действительно, буддизм и конфуцианство, пришедшие в Японию из Китая вместе с его культурой, имели большой успех у аристократии и быстро распространились среди самурайства. То, чего не доставало самураям в канонах буддизма и конфуцианства, в изобилии было в синтоизме.
Наиболее важные принципы бусидо почерпнуло из синтоизма — древней религии японцев, представлявшей собой сочетание культа природы, предков, веры в магию, существование души и духов в окружающих человека вещах и предметах, любви к стране и государю. Заимствования из синтоизма, которые восприняло бусидо, были объединены в два понятия: патриотизма и верноподданничества.
Особенно сильное влияние на бусидо оказал буддизм махаянистского направления, проникший в Японию в 522 г. Многие философские истины буддизма наиболее полно отвечали потребностям и интересам самураев. Это прежде всего трепетное отношение к смерти и равнодушие к жизни, основанные на вере в перерождение душ. При этом популярнейшей сектой буддизма была «дзэн», монахи которой внесли значительный вклад в дело развития бусидо.
При правлении Токугавы Иэясу было составлено «Уложение о самурайских родах» («Букэ сё хатто»), определявшее нормы поведения самурая на службе и в личной жизни. Вторым сочинением, посвящённым воспеванию догматов бусидо, было житийное описание подвигов даймё Такэда Сингэна в двадцати томах, авторство которого разделили Косака Дандзё Нобумаса и Обата Кагэнори. Несколько позднее появился труд Дайдодзи Юдзана (1639—1730) «Начальные основы воинских искусств» («Будо сёсин сю»). И наконец, в 1716 г. вышли 11 томов книги «Сокрытое в листве» («Хагакурэ»), ставшей «священным писанием» буси. Это любопытное произведение принадлежало Ямамото Цунэтомо, в прошлом самураю клана Сага на южном острове Кюсю. После смерти своего господина, даймё Набэсима Наосигэ, которому он верно служил десять лет, Ямамото стал монахом и всю оставшуюся жизнь посвятил обобщению догматов самурайской чести.

## Постулаты бусидо
Окончательно оформившись в конце эпохи воюющих провинций Сэнгоку Дзидай (1467—1568 гг.), бусидо требовал: беспрекословной верности феодалу; признания военного дела единственным занятием, достойным самурая; самоубийства в случаях, когда опозорена честь самурая; включал запрет лжи и привязанности к деньгам.
Чётко и довольно вразумительно требования Бусидо сформулированы в «Начальных основах воинских искусств» Дайдодзи Юдзана:
- Истинная храбрость заключается в том, чтобы жить, когда правомерно жить, и умереть, когда правомерно умереть.
- К смерти следует идти с ясным осознанием того, что надлежит делать самураю и что унижает его достоинство.
- Следует взвешивать каждое слово и неизменно задавать себе вопрос, правда ли то, что собираешься сказать.
- Необходимо быть умеренным в еде и избегать распущенности.
- В делах повседневных помнить о смерти и хранить это слово в сердце.
- Уважать правило «ствола и ветвей». Забыть его — значит никогда не постигнуть добродетели, а человек, пренебрегающий добродетелью сыновней почтительности, не есть самурай. Родители — ствол дерева, дети — его ветви.
- Самурай должен быть не только примерным сыном, но и верноподданным. Он не оставит господина даже в том случае, если число вассалов его сократится со ста до десяти и с десяти до одного.
- На войне верность самурая проявляется в том, чтобы без страха идти на вражеские стрелы и копья, жертвуя жизнью, если того требует долг.
- Верность, справедливость и мужество — три природные добродетели самурая.
- Во время сна самураю не следует ложиться ногами в сторону резиденции сюзерена. В сторону господина не подобает целиться ни при стрельбе из лука, ни при упражнениях с копьём.
- Если самурай, лёжа в постели, слышит разговор о своём господине или собирается сказать что-либо сам, он должен встать и одеться.
- Сокол не подбирает брошенные зёрна, даже если умирает с голоду. Так и самурай, орудуя зубочисткой, должен показывать, что сыт, даже если он ничего не ел.
- Если на войне самураю случится проиграть бой и он должен будет сложить голову, ему следует гордо назвать своё имя и умереть с улыбкой без унизительной поспешности.
- Будучи смертельно ранен, так что никакие средства уже не могут его спасти, самурай должен почтительно обратиться со словами прощания к старшим по положению и спокойно испустить дух, подчиняясь неизбежному.
- Обладающий лишь грубой силой не достоин звания самурая. Не говоря уж о необходимости изучения наук, воин должен использовать досуг для упражнений в поэзии и постижения чайной церемонии.
- Возле своего дома самурай может соорудить скромный чайный павильон, в котором надлежит использовать новые картины-какэмоно, современные скромные чашки и нелакированный керамический чайник.
- Самурай должен, прежде всего, постоянно помнить, что он может умереть в любой момент, и если такой момент настанет, то умереть самурай должен с честью. Вот его главное дело.

## Философия Бусидо
Если отвлечься от практических уложений, подлинный духовный смысл учения Бусидо — в том, что воин должен жить, осознавая, что он может умереть в любой момент, что нужно ценить каждую минуту, проведённую при жизни, потому что она может оказаться последней. Только человек, готовый к смерти, может жить, видя этот мир в полном цвете, посвящая весь свой досуг саморазвитию и помощи ближним. Только тот, кто понимает, что, быть может, видит это в последний раз, может смотреть на мир с такой любовью и замечать то, на что обычные люди в суете жизни не обращают внимания. Он чувствует, как солнце греет его своими лучами, как красиво поют птицы и шелестят листья деревьев, как листок, сорвавшись с ветки, кружась, попадая в ручей, стремительно плывёт по течению. Поэтому среди самураев было немало поэтов. По неписаной традиции многие из них оставили нам свои предсмертные стихи, сочинённые перед совершением сэппуку. Многие увлекались театром Но, каллиграфией и изобразительным искусством.
О важности готовности к смерти для бусидо говорит такой пример из Хагакурэ. Один из подданных сёгуна пришёл к господину Ягю, мастеру меча, и попросил принять его в ученики. Понимая, что перед ним не простой человек, а некто, добившийся успехов в воинском искусстве, Господин Ягю пожелал узнать, какую школу прошёл этот человек, прежде, чем принять решение об ученичестве. Но тот ответил: «Я никогда не занимался ни одним из воинских искусств. Но когда я был ребёнком, я вдруг неожиданно осознал, что воин — это человек, которому не жалко расстаться с жизнью. Поскольку это ощущение хранилось в моём сердце много лет, оно превратилось в глубокую убеждённость, и сейчас я никогда не думаю о смерти». Поражённый господин Ягю ответил на это: «Самый главный принцип моей военной тактики заключается именно в этом. До настоящего времени среди многих сотен учеников, которые у меня были, нет ни одного, кто бы постиг этот глубочайший принцип всем своим сердцем. Тебе нет необходимости брать в руки деревянный меч. Я посвящу тебя в мастера прямо сейчас». И он тут же вручил ему свиток, удостоверяющий его мастерство.
Отцы бусидо различали два вида храбрости: природную мужественность, признаками которой были бесшабашность, грубость, вспыльчивость и задиристость; и сознательную отвагу, которую может воспитать в себе каждый, независимо от того, что дано ему с рождения. Оба вида ценились в равной степени, притом со временем, в результате все большего оженствления мужчин-самураев по мнению мыслителей тех лет, второй вид приобретал все большее значение. С самого детства мальчика большое внимание уделялось воспитанию в нём храбрости. На этот счёт сохранилось множество рекомендаций от разных авторитетов бусидо. Храбрость, доходящая до безумия в полном самоотречении и презрении к смерти — вот то, к чему должен был стремиться истинный воин. Ямамото Цунэтомо приводит слова господина Наосигэ на этот счёт: «Путь самурая заключается в безрассудности. Такого человека не смогут убить и десяток людей. С помощью здравого смысла не добьёшься многих вещей. Просто перестань думать и стань безумным». Руководствуясь этим принципом, многие великие воины тех времён, одержимые боевым безумием, глубоко врубались в ряды врага в одиночку и оставались живы.
Презрение к богатству, стяжательству и вообще к деньгам на заре самурайства доходило до принципиального полного отказа от них и жизни исключительно на довольствии у господина. С этой точки зрения богатство и красота доспехов и оружия вызывали презрение у подлинного самурая и считались компенсацией своей слабости и трусости. Известна история, когда один из чиновников сёгуна спросил совета у опытного воина, какое украшение ему сделать на свой шлем. Тот, подумав, порекомендовал маленькие рожки из простого дерева. В ответ на изумлённый вопрос чиновника о непривлекательности, хрупкости и бесполезности такого украшения, которое легко снести ударом меча, он пояснил, что лучшим украшением доспехов являются повреждения, полученные в бою. Сломанные деревянные рожки и будут таковыми. Чиновник ушёл, глубоко задумавшись.
Подлинным примером бессребренничества является история о священнике Унго из Мацусимы. Проходя через горы, он был остановлен разбойниками. Унго сказал им: «Я человек из этой местности, а не пилигрим. У меня совсем нет денег, но вы, если хотите, можете взять мою одежду. Пожалуйста, оставьте мне жизнь». На это разбойники сказали: «Что ж, наши труды оказались напрасны. Одежда нас не интересует» — и пошли дальше. Они прошли около двухсот шагов, когда Унго повернулся и крикнул им вслед: «Я нарушил заповедь, запрещающую лгать. Я так растерялся и забыл, что в моём кошельке лежит один слиток серебра. Я искренне сожалею о том, что сказал, что у меня ничего нет. Вот он, поэтому, пожалуйста, возьмите его». Это произвело на разбойников столь глубокое впечатление, что они, не сходя с места, тут же обрезали себе волосы и стали его учениками.
Впрочем, со временем растущее обогащение класса самураев всё больше заставляло их закрывать глаза на заповедь бессребренничества, сделав подобную скромность уделом лишь немногих фанатиков.
Упорство в достижении цели так же считалось крайне важным качеством самурая. Оно было необходимо для преданного служения господину и выполнения самых сложных поручений. Известно немало примеров, когда самураи добивались успешного выполнения стоящей перед ними задачи ценой неимоверных усилий и даже своей жизни. Так, Ямамото Цунэтомо рассказывает о самурае Цурута Яситибэй, которому в момент передачи им сообщения от господина Мимасака к Оки Хёбу в поясницу угодила пуля, отчего он мгновенно упал лицом вниз. Однако, превозмогая себя, он снова поднялся, пересказал вторую часть сообщения, был сражён во второй раз и умер. Ещё одна история повествует о некоем самурае на службе у господина Сомы, который при пожаре имения вызвался спасти родословную книгу. Без колебаний бросившись в рушащийся дом, он нашёл то, что искал, но, не имея уже возможности спастись от огня, разрезал себе живот, вложил в него книгу, лёг скорчившись и погиб в огне. Дом полностью сгорел, но книга совершенно не пострадала. С этого момента она стала называться Кровавой родословной.
Гордость и чувство собственного достоинства — то, чем должен был обладать самурай, чтобы вызывать уважение в обществе. Под достоинством понимались простота мышления и сила духа, внешними проявлениями которых считались самообладание, спокойное выражение лица, немногословность, учтивость, отточенные движения и безукоризненность манер. Задетая гордость или честь легко могла стать причиной убийства обидчика или ритуального самоубийства, как способа смыть бесчестье со своего имени.

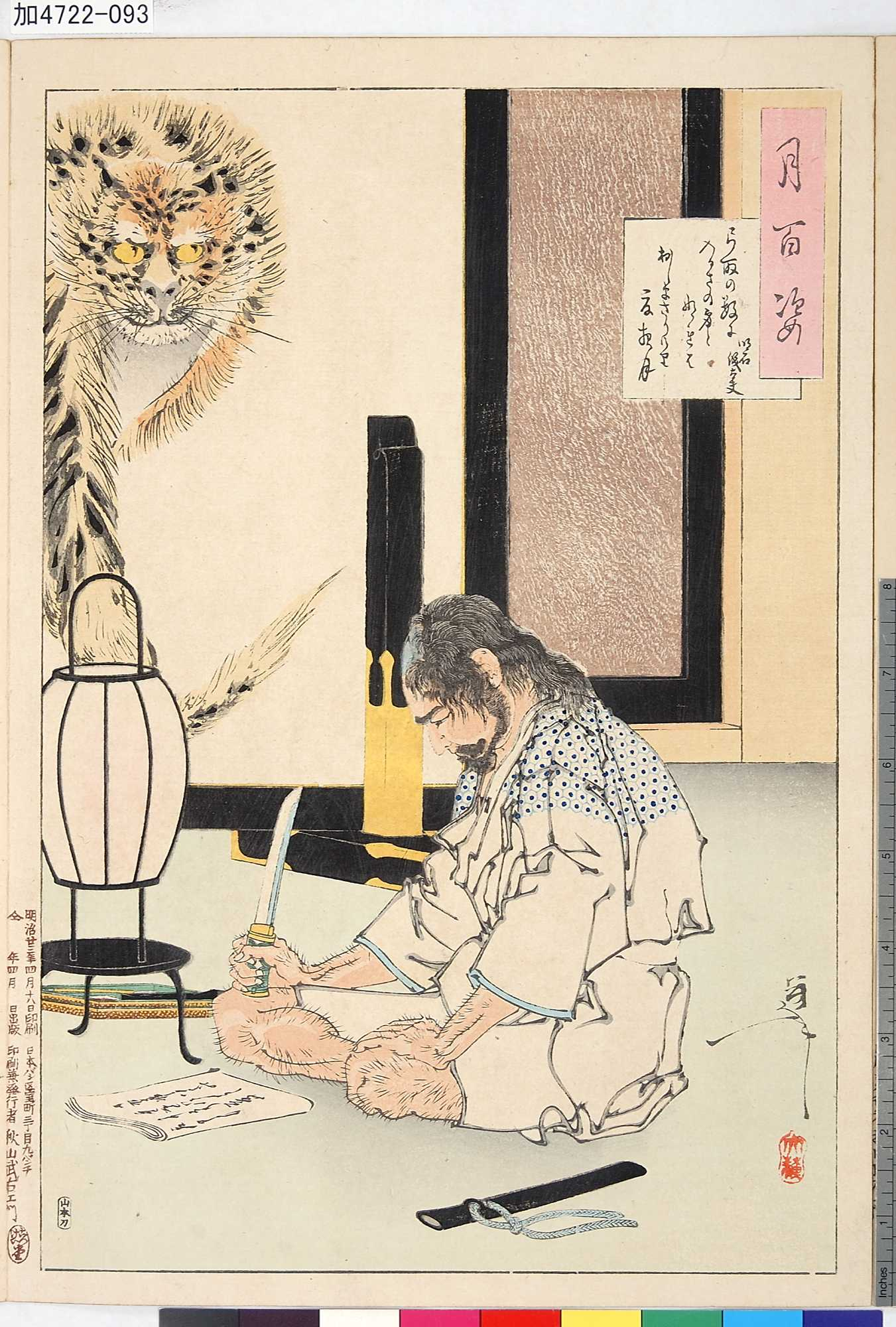
Цукиока Ёситоси (1890). Генерал Акаси Гидаю готовится совершить сэппуку после проигранной битвы за своего господина Акэти Мицухидэ в 1582 году. Он только что написал свой предсмертный стих, который также можно видеть в верхнем правом углу картины

Верность своему слову всегда высоко ценилась в воинских сословиях и самурайство не было исключением. Ложь или нарушение обещания покрывали имя воина позором. В качестве примера Ямамото Цунэтомо приводит слова двадцатишестилетнего самурая Мороока Хикоэмона, который должен был поклясться перед богами в подтверждение своих слов. Но он сказал: «Слово самурая твёрже металла. Поскольку я сам воплощение своего слова, что ещё могут сделать боги?» И тогда было решено, что клятва не нужна.
Ритуальные самоубийства при бесчестье (сэппуку) и вослед скончавшемуся господину (цуйфуку) были распространённой и уважаемой практикой, зелёный свет для которой давало буддийское учение о перерождении душ. Ритуал был строго канонизирован и преподавался с детства, отступления считались позором. Если позволяли обстоятельства, самурай подходил к этому без спешки, завершив дела, попрощавшись с близкими и оставив о себе светлую память своими последними деяниями. Количество самоубийств в определённые периоды достигало таких величин, что в XVIII в. был введён официальный запрет на них, чтобы предотвратить самоистребление самурайства.
Влияние буддизма привило бусидо понимание важности милосердия, человечности и сострадания. В «Хагакурэ» сказано: «Сострадание — это мать, вскармливающая судьбу человека. И в прошлые времена, и в нынешние можно встретить примеры бесславной участи безжалостных воинов, которые обладали одним лишь мужеством, но не обладали состраданием».
Верность, справедливость и мужество — эти важные качества просто обязаны были иметь те, кто следовал бусидо. За правду и честь воин должен был идти до конца и отдать без промедления свою жизнь, если потребуется. Считалось особой доблестью получив в бою смертельные раны, ещё долгое время яростно сражаться во имя своего господина, и истекая кровью, продолжать уничтожать врагов. В записках великих самураев встречаются упоминания о случаях, когда даже будучи обезглавленным, воин успевал прихватить кого-нибудь с собой в могилу. В качестве примера мужества и верности долгу Ямамото Цунэтомо рассказывает, что в битве при Тэнмокудзане, когда после гибели Кацуёри армия Такэда Сингэна побежала с поля боя, воин Цутия Содзо, много лет бывший в немилости, вышел один против вражеского войска со словами: «Интересно, где все те люди, которые так храбро говорили каждый день? Я отплачу своему господину за то расположение, которое он мне оказал». И он пал в бою, сражаясь в одиночку против целой армии.

## Женщина в Бусидо

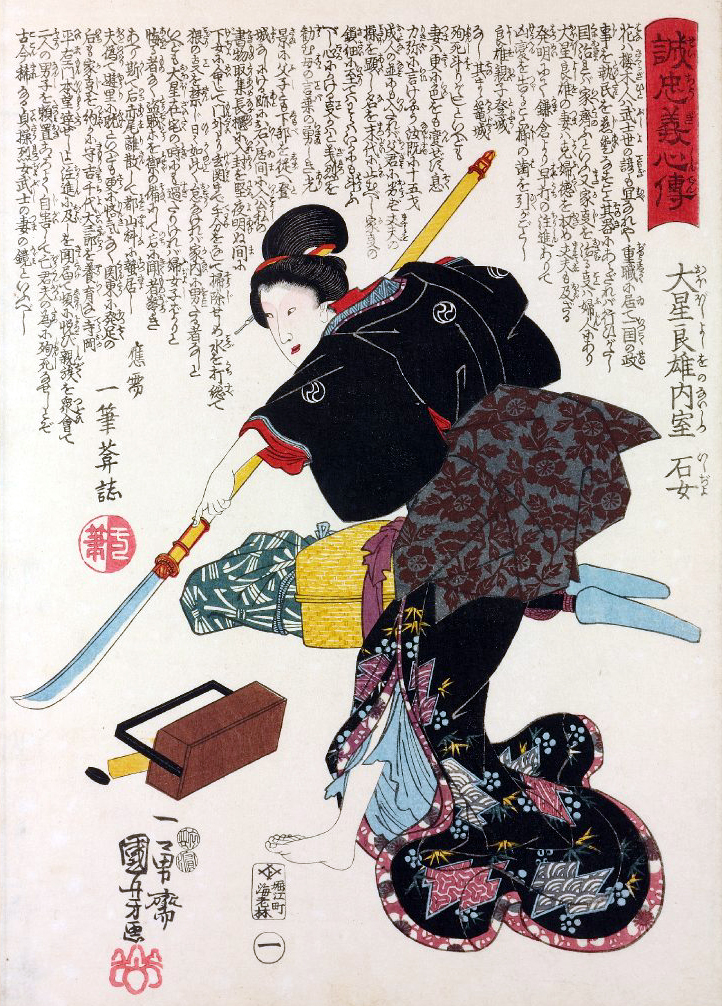
Утагава Куниёси, «Иси-ё, жена Обоси Ёсио» с нагинатой, 1848

Бусидо требовало от женщины целомудрия и беззаветной преданности своему мужу с бескорыстным ему служением, точно так же, как от самурая — его господину. В ответ она получала уважение мужа и его заботу. О том значении, которое придавалось верности и целомудрию женщины, рассказывает следующий пример из «Хагакурэ»:

«Некий человек проходил через город Яэ, когда у него неожиданно заболел живот. Он остановился возле одного дома и попросил разрешения воспользоваться удобствами. В доме была только одна молодая женщина, однако она отвела его в заднюю часть дома и показала, где находится отхожее место. Как раз в тот момент, когда он снимал хакама и собирался сделать своё дело, домой пришёл муж этой женщины и обвинил их обоих в прелюбодеянии. В конце концов, эта история стала достоянием гласности, и её вынесли на рассмотрение в суд. Господин Наосигэ выслушал это дело и сказал: „Даже если фактическое прелюбодеяние не имело места, одно то, что этот человек, не задумываясь, спустил штаны в присутствии женщины, а женщина позволила ему это сделать в отсутствие мужа, может быть приравнено к прелюбодеянию.“ Говорят, что за этот проступок их обоих приговорили к смерти.»
Однако не следует думать, что женщине отводилась роль всего лишь покорной рабыни. Несмотря на мужской по сути и направленности характер учения, а также постулат о полной подчинённости жены своему мужу, бусидо допускало и даже поощряло овладение воинским мастерством представительницами класса самураев. При этом, учитывая их физические особенности, упор делался на древковое оружие, цепи, верёвки и кинжалы. Каждая благородная женщина в той или иной степени овладевала искусством короткого клинка и носила маленький кинжал при себе, пряча в причёске или складках одежды. На случай бесчестья или для предотвращения такового для женщин был предусмотрен свой ритуал самоубийства с помощью этого оружия, называемый дзигай и заключавшийся в перерезании себе горла. Обязательной частью дзигая было связывание себе лодыжек, чтобы и после смерти выглядеть пристойно. Маленький кинжал кайкэн до сих пор вручается в подарок невесте в традиционной японской свадебной церемонии.
Нередко женщина брала на себя роль мстителя за гибель своего господина. Из рассказов патриархов бусидо мы знаем также примеры, когда жена вдохновляла на месть упавшего духом мужа и даже случаи, когда супруги сообща расправлялись со своими врагами.
Помимо этого, жена самурая в отсутствие мужа брала на себя защиту дома от врагов. Для этого над входной дверью подвешивалось копьё или нагината, искусству обращения с которыми женщина обучалась. В крупных поместьях женщина-хозяйка могла возглавить оборону в случае нападения врага. Реально участвовавшие в сражении женщины сословия самураев получали почётный статус онна-бугэйся. История сохранила имена легендарных онна-бугэйся, прославившихся в грандиозных битвах за феодальные крепости. Монашество также дало миру немало примеров героизма в следовании бусидо женщин-монахинь, в совершенстве постигших искусство владения нагинатами (нагинатадзюцу) или иными видами оружия. С развитием феодализма японские женщины вообще постепенно законодательно закрепощались, их права урезались, они все больше превращались в предмет торговли на матримониальном рынке. Тем не менее, даже и в XIX в., во время войны Босин, они потрясали соотечественников своими подвигами.
Невзирая на какое бы то ни было уважение и любовь самурая к своей женщине, отправляясь в поход или просто находясь на службе у господина, он должен был забыть свою жену, семью и дом так, как будто бы их не существовало вовсе. Речь шла о том, что для полного искоренения страха смерти воину необходимо было отделить своё сознание от всего, что могло привязывать его к жизни.